# Leuctra aspoeckorum
Leuctra aspoeckorum är en bäcksländeart som beskrevs av Günther Theischinger 1976. Leuctra aspoeckorum ingår i släktet Leuctra och familjen smalbäcksländor. Inga underarter finns listade i Catalogue of Life.